# Brendan Dassey
Brendan Ray Dassey (Manitowoc County, Wisconsin, 19 oktober 1989) is een Amerikaans veroordeelde moordenaar. Op 16-jarige leeftijd bekende hij aan agenten, en later meerdere malen aan zijn moeder, dat hij had deelgenomen aan moord en verkrachting, en vervolgens mutilatie van een lichaam. Dassey komt in aanmerking voor vervroegde vrijlating in 2048. Zijn bekentenis aan de agenten en zijn meerdere bekentenissen aan zijn moeder zijn allemaal opgenomen. Zijn bekentenis speelde een belangrijke rol in zijn rechtszaak en uiteindelijke veroordeling in 2007.
Enkele fragmenten van de opgenomen ondervragingen en telefoongesprekken van Dassey zijn te zien in de Amerikaanse documentaireserie Making a Murderer. De serie vertelt het verhaal van Brendan Dassey en zijn oom Steven Avery die beiden veroordeeld zijn voor de moord op Teresa Halbach op 31 oktober 2005. Halbach was een fotografe die op verzoek van Avery langskwam voor een fotoshoot en naderhand spoorloos verdween.

## Achtergrond
Dassey is geboren en getogen in Manitowoc County, Wisconsin, als de zoon van Barbara en Peter Dassey. Hij heeft drie oudere broers (Bryan, Bobby en Blaine) en een oudere halfbroer (Bradley). Brendan leefde tot zijn 16e pal naast het familiebedrijf Avery's Auto Salvage, een autosloperij opgericht door zijn grootouders.
Ten tijde van het onderzoek naar Teresa Halbach studeerde Dassey aan Mishicot High School. Dassey heeft een IQ van 83, twee punten onder het minimum gemiddelde. Dassey volgde over het algemeen reguliere lessen maar ontving voor een aantal vakken bijlessen, mede omwille van zijn lage IQ. Zijn docent wijdde Dasseys bijlessen ook toe als gevolg van Dasseys onoplettendheid tijdens de reguliere lessen en het al maandenlang niet maken van zijn huiswerk. Dassey heeft zijn diploma behaald in de gevangenis.

## Moord op Teresa Halbach
Fotografe Teresa Marie Halbach, geboren in Kaukana, Wisconsin, was als vermist opgegeven op 3 november 2005. Halbach was sinds 31 oktober 2005 niet meer levend gezien. Onderzoek wees uit dat Halbach die dag drie afspraken had staan, maar na haar laatste afspraak, op Avery's Auto Salvage met iemand die op dat moment bekend stond als "B. Janda", niets meer van haar was vernomen.
Op 5 november werd haar auto door een vrijwillig zoeker gevonden op het terrein Avery's Auto Salvage. In de dagen daarop werden op hetzelfde terrein onder andere haar nummerplaten, camera en verbrande overblijfselen gevonden. Op 9 november werd Dasseys oom Steven Avery gearresteerd en aangeklaagd voor de moord op Halbach en verboden wapenbezit. Bloed- en DNA-sporen die waren gevonden in Halbachs auto bleken later van Steven Avery te zijn.
In de maanden na Avery's arrestatie bleef er onderzoek gedaan worden naar het Halbach-misdrijf. Begin 2006 ontving de politie bericht van een medewerker van een school waar Kayla Avery, een jong nichtje van Avery, studeerde. Kayla had de medewerker in vertrouwen vertelt dat Brendan Dassey zich tijdens een feestje vreemd gedroeg. Hij zou emotioneel zijn geweest, zich afgezonderd hebben, en gezegd hebben dat hij lichaamsdelen had gezien in een kampvuur dat hij samen met zijn oom Steven Avery maakte op de dag dat Halbach verdween. Aan de hand van deze informatie besloot de politie Dassey opnieuw te ondervragen.
Dassey werd vervolgens meerdere keren ondervraagd zonder bijgestaan te worden door een advocaat of ouder, waarvoor Dassey en zijn moeder beiden akkoord hadden gegeven. Zijn moeder gaf echter aan dat ze van geen enkele ondervraging op de hoogte was en daarvoor nooit toestemming heeft gegeven. De politie hanteerde een zogeheten Reid-techniek, een toegestane techniek waarmee politie leidende vragen mag stellen en ook onwaarheden mag delen om de reactie van de ondervraagde te meten of de ondervraagde onder druk te zetten. Dassey bekende uiteindelijk dat zijn oom Steven Avery schuldig is aan de moord op en verkrachting van Teresa Halbach en dat hij haar lichaam heeft verbrand. Dassey vertelde dat hij medeplichtig is en zich door zijn oom gedwongen voelde om mee te doen.
Op 1 maart werd Dassey gearresteerd en aangeklaagd voor moord, aanranding, en mutilatie van een lichaam. Dassey trok zijn bekentenis later weer in. Hij beweerde dat het was verzonnen en dat hij veel ideeën uit een boek had gehaald.

### Rechtszaak
Dassey werd in eerste instantie bijgestaan door Len Kachinsky, maar die werd teruggetrokken omdat hij niet aanwezig was bij Dasseys ondervraging op 13 mei. Ter vervanging van Kachinsky kreeg Dassey twee openbaar verdedigers toegewezen. Dasseys rechtszaak begon op 16 april 2007, ongeveer een maand nadat zijn oom schuldig was bevonden. Dasseys rechtszaak duurde negen dagen. Op 25 april deed de jury uitspraak. De jury achtte Dassey schuldig aan moord, verkrachting en mutilatie van een lichaam.

## In de media
In december 2015 bracht Netflix de documentaireserie Making a Murderer uit. Het eerste seizoen draaide voornamelijk rondom Steven Avery en de bekentenis van Brendan werd vooral ingezet als een van de potentiële valse bewijsstukken tegen Avery. In het tweede seizoen wordt Dasseys beroep, net als Avery's, op de voet gevolgd.